# Тюряга
Тюряга (англ. Lock Up) — американський художній фільм 1989 року, знятий режисером Джоном Флінном.

## Сюжет
Френку Леоне залишилося менше півроку відсидки у в'язниці загального режиму, і він має намір відбути покарання, не вступаючи в новий конфлікт з законом. Однак у начальника в'язниці суворого режиму є давній зуб на Френка, і він домагається переведення Леоне у свій заклад. Тепер Френк повинен боротися за своє життя.

## У ролях
- Сильвестр Сталлоне — Френк Леоне
- Джон Еймос — Мейсснер
- Сонні Лендем — Громила
- Том Сайзмор — Даллас
- Френк МакРей
- Дарленн Флюгель — Меліса
- Вільям Аллен Янг
- Ларрі Романо
- Джордан Ланд — Менлі
- Джеррі Стрівеллі
- Девід Ентоні Маршалл
- Курек Ешлі
- Денні Трехо
- Тоні Ліп
- Джо Пентанджело
- Бо Ракер
- Тоні Мунафо
- Френк Пеше
- Френк Д'Аннібал
- Елі Річ
- Дональд Сазерленд — Драмгул, наглядач
- Ентоні Грей — епізод, (немає в титрах)